# Ejido del Refugio
Ejido del Refugio är en ort i Mexiko.   Den ligger i kommunen Irapuato och delstaten Guanajuato, i den centrala delen av landet, 270 km nordväst om huvudstaden Mexico City. Ejido del Refugio ligger 1 713 meter över havet och antalet invånare är 145.
Terrängen runt Ejido del Refugio är en högslätt. Runt Ejido del Refugio är det ganska tätbefolkat, med 199 invånare per kvadratkilometer. Närmaste större samhälle är Irapuato, 9,1 km norr om Ejido del Refugio. Trakten runt Ejido del Refugio består till största delen av jordbruksmark.